# Могучие рейнджеры: Дино Гром
«Могучие рейнджеры: Дино Гром» (англ. Power Rangers Dino Thunder) — двенадцатый сезон американского телесериала «Могучие рейнджеры», основанный на двадцать седьмом сезоне японского телесериала Super Sentai «Отряд Яростных Динозавров — Абарейнджеры».

## Сюжет
Бывший рейнджер, а ныне доктор палеонтологических наук, Томми Оливер приезжает в маленький городок Рифсайд спустя несколько лет после того, как он спасся с таинственного Диноострова, потеряв там своих друзей Смитти и Энтона Мерсера. В Рифсайде он устраивается в местную школу профессором естествознания и в первый же день к нему приставляют трех школьников, отбывающих наказание за нарушение дисциплины. Это футболист Коннер Макнайт, геймер Этан Джеймс и певица Кира Форд. Вместе с Томми они едут в палеонтологический парк, где проваливаются в пещеру под парком. Пока за Томми охотится огромный электронный тираннозавр, ребята находят потайную комнату со странным оборудованием, где они находят три камня. когда они находят выход на троих школьников нападают странного вида существа — тиранодроны. В бою с ними проявляются особые способности ребят, которыми их наделили камни: Кира криком запускает ультразвуковую волну, Этан приобретает твердую как алмаз кожу, а Коннер замедляет время, что ускоряет его самого. Победив тиранодронов, но встретив некого Зэлтрэкса, ребята находят доктора Оливера, который объясняет что Зэлтрэкс — слуга суперзлодея Месагога, поставившего перед собой цель вернуть на Землю эру динозавров. Самим же ребятам предстоит стать очередной командой Могучих Рейнджеров — Динорейнджерами, владеющих силой могучих динозавров. Позже после похищения Месагогом Томми Оливер сам становится Рейнждером — Чёрным Динорейнджером с силой невидимости. Их будет направлять инженер, а по совместительству владелица интернет-кафе «Киберпространство Хэйли», Хэйли Зиктор. И сколько бы Месагог не слал монстров, эти четверо героев не отступятся. В этом им помогают их динозорды всевозможных мастей. Однако парень Трент, работающий у Хэйли официантом, случайно находит портал в лабораторию Месагога где находит ещё один динокамень. Он становится Белым Динорейнджером, но из-за экспериментов Месагога над камнем, Трент теряет контроль над силами и превращается в злого рейнждера. Он постоянно конфликтует с Динорейнджерами, стремясь оставить лишь себя в качестве рейнджера. Как оказалось Трент — приемный сын Энтона Мерсера, который выжил и вернулся в Рифсайд. Кроме того, Месагог по стечению обстоятельств оказался альтер эго Мерсера. Попав под влияние отца и злого динокамня, Трент примыкает к Месагогу. Однако очередной монстр, способный копировать оружие противника, подставляет Трента и в результате попадания лазерного импульса в белый динокамень становится добрым и пополняет команду Динорейнджеров, у которых своя проблема. Будучи злым рейнджером, Трент заключил Чёрного Динорейнджера в янтарь, а когда его освободили, то оказалось что тот не может перейти в человеческую форму. В результате он вынужден постоянно носить костюм рейнджера. А в армии Месагога пополнение: с помощью энергии монстра-компилятора были созданы Белый Клон — точная копия Белого Динорейнджера, а также Драгорейнджер — человекоподобная версия Драгозорда, питомца Белого Динорейнджера. Драгорейнджер был сразу уничтожен, а белый клон ещё долго доставлял неприятности, захватив контроль над Драгостегозордом — мегазордом Белого рейнджера, трансформирующегося из Драгозорда и Стегозорда. Впоследствии Белый клон был уничтожен Белым Рейнджером, так как энергию белого динокамня не могут делить два рейнджера. Также все рейнджеры приобретают супердинорежим — особый уровень силы, когда их диноспособности на максимуме. Также Коннер получает Триасовый щит, который при соединении энергии трех рейнджеров или накопления большого количества собственной превращает его в Триасового рейнджера с самой сокрушительной мощью. В Эпизоде 36 Месагог создает препарат который разделяет его и Энтона Мерсора. Но все таки Месагог достраивает свой луч при помощи которого он сможет вернуть землю в эру динозавров, но для того чтобы луч работал ему нужна большая энергия, он высасывает всю злую энергию из Эльзы и она становится доброй. Но этой энергии мало для луча и ему нужны дино камни. В последней серии Рейнджеры используют силу дино камня для того чтобы уничтожить Месагога. и после теряют свою дино силу. Но ребята не отчаиваются и начинают жить обычной жизнью.

## Персонажи

### Рейнджеры
- Коннер Макнайт — Красный Дино Рейнджер/Триасовый Дино Рейнджер. Роль играет Джеймс Напье.
- Итан Джеймс — Синий Дино Рейнджер. Роль играет Кевин Дьюхани.
- Кира Форд — Жёлтый Дино Рейнджер. Роль играет Эмма Лахана.
- Доктор Томми Оливер — Чёрный Дино Рейнджер. Роль играет Джейсон Дэвид Фрэнк.
- Трент Фернандес-Мёрсер — Белый Дино Рейнджер. Роль играет Джеффри Параццо.

### Союзники
- Хейли Зиктор — компьютерный гений и хозяйка интернет-кафе, где работает Трент. Роль играет Исмей Джонсон.
- Энтон Мёрсер — приёмный отец Трента и бывший коллега Томми, миллиардер. Роль играет Латам Гейнс.
- Кессиди Корнелл — комедийная героиня, неудачливый журналист-любитель. Роль играет Катрина Девайн.
- Дэйвин Делван — комедийный герой, подручный Кэссиди, тайно в неё влюблённый. Роль играет Том Херн.

### Рейнджеры Ниндзя Шторм
- Шейн Кларк — Красный рейнджер ветра. Роль играет Пуа Магасива.
- Тори Хансон — Синий рейнджер ветра. Роль играет Сэлли Мартин.
- Дастин Брукс — Жёлтый рейнджер ветра. Роль играет Гленн МакМиллан.
- Хантер Брэдли — Малиновый рейнджер грома. Роль играет Адам Туоминен.
- Блейк Брэдли — Тёмно-синий рейнджер грома. Роль играет Хорхе Варгас.
- Кэмерон «Кэм» Ватанабэ — Зелёный самурай-рейнджер. Роль играет Джейсон Чан.

### Антагонисты
- Месагог — мутант, случайно созданный Томми и Энтоном Мерсером. Роль озвучивает Латам Гейнс.
- Эльза / директор Рендолл — учёный Месагога, параллельно занимающая должность директора в колледже Рифсайда. Роль играет Мириама Смит.
- Зелтракс / Терренс Смит — бывший ассистент Томми, превращённый Месагогом в безжалостного киборга. Роль озвучивает Джеймс Гэйлин.
- Тиранодроны — гуманоиды, похожие на динозавров, полевые солдаты Месагога.
- Триптоиды — пришельцы из компьютерной игры Этана, оживлённые Месагогом, вторые полевые солдаты злодея.
- Лотор — Враг Ниндзя Шторм Рейнджеров. Превращает рейнджеров ветра в злодеев. Роль играет Грант МакФарланд.
- Злой Белый Рейнджер — копия Трента, созданная из злого начала Драго Морфера. Роль озвучивает Адам Гардинер.

## Эпизоды
| № общий | № в сезоне | Название                                                          | Режиссёр         | Автор сценария              | Дата премьеры    |
| ------- | ---------- | ----------------------------------------------------------------- | ---------------- | --------------------------- | ---------------- |
| 497     | 1          | «День динозавров: Часть 1» «Day of the Dino, Part I»              | Чарли Хэскелл    | Дуглас Слоун                | 14 февраля 2004  |
| 498     | 2          | «День динозавров: Часть 2» «Day of the Dino, Part II»             | Чарли Хэскелл    | Энн Кнапп                   | 14 февраля 2004  |
| 499     | 3          | «Помаши на прощание» «Wave Goodbye»                               | Чарли Хэскелл    | Дуглас Слоун                | 21 февраля 2004  |
| 500     | 4          | «Наследие Силы» «Legacy of Power»                                 | Эндрю Меррифилд  | Энн Кнапп                   | 28 февраля 2004  |
| 501     | 5          | «Назад в черноту» «Back In Black»                                 | Эндрю Меррифилд  | Энн Кнапп                   | 6 марта 2004     |
| 502     | 6          | «Дива недомогает» «Diva In Distress»                              | Эндрю Меррифилд  | Джеки Маршан                | 13 марта 2004    |
| 503     | 7          | «В игре» «Game On»                                                | Эндрю Меррифилд  | Джон Телеген                | 20 марта 2004    |
| 504     | 8          | «Золотой парень» «Golden Boy»                                     | Пол Гриндер      | Энн Кнапп                   | 27 марта 2004    |
| 505     | 9          | «То, что под внешностью» «Beneath the Surface»                    | Пол Гриндер      | Джеки Маршан                | 3 апреля 2004    |
| 506     | 10         | «Тревога в океане» «Ocean Alert»                                  | Пол Гриндер      | Джон Телеген                | 10 апреля 2004   |
| 507     | 11         | «Белый гром: Часть 1» «White Thunder, Part I»                     | Чарли Хэскелл    | Дуглас Слоун                | 17 апреля 2004   |
| 508     | 12         | «Белый гром: Часть 2» «White Thunder, Part II»                    | Чарли Хэскелл    | Дуглас Слоун и Джеки Маршан | 24 апреля 2004   |
| 509     | 13         | «Белый гром: Часть 3» «White Thunder, Part III»                   | Чарли Хэскелл    | Дуглас Слоун и Джеки Маршан | 1 мая 2004       |
| 510     | 14         | «Правда и последствия» «Truth And Consequences»                   | Эндрю Меррифилд  | Джеки Маршан                | 8 мая 2004       |
| 511     | 15         | «Главный среди пунктиков» «Leader of the Whack»                   | Эндрю Меррифилд  | Джон Телеген                | 15 мая 2004      |
| 512     | 16         | «Обжигающий с обоих концов» «Burning at Both Ends»                | Эндрю Меррифилд  | Энн Кнапп                   | 22 мая 2004      |
| 513     | 17         | «Пропавшая кость» «The Missing Bone»                              | Пол Гриндер      | Дуглас Слоун                | 22 мая 2004      |
| 514     | 18         | «Забияка для Этана» «Bully for Ethan»                             | Пол Гриндер      | Энн Кнапп                   | 12 июня 2004     |
| 515     | 19         | «Потерянный и найденный в переводе» «Lost & Found in Translation» | Пол Гриндер      | Стив Славкин                | 13 июня 2004     |
| 516     | 20         | «Эта безумная-безумная Маркрель» «It's a Mad Mad Mackerel»        | Пол Гриндер      | Марк Хоффмейер              | 19 июня 2004     |
| 517     | 21         | «Копируй это» «Copy That»                                         | Дуглас Слоун     | Джеки Маршан                | 10 июля 2004     |
| 518     | 22         | «Триасовый триумф» «Triassic Triumph»                             | Дуглас Слоун     | Энн Кнапп                   | 17 июля 2004     |
| 519     | 23         | «Звезда погасла» «A Star Is Torn»                                 | Дуглас Слоун     | Дуглас Слоун                | 24 июля 2004     |
| 520     | 24         | «Эксклюзивный Рейнджер» «A Ranger Exclusive»                      | Эндрю Меррифилд  | Дуглас Слоун                | 31 июля 2004     |
| 521     | 25         | «Проклятие Тотенхокена» «Tutenhawken's Curse»                     | Эндрю Меррифилд  | Джеки Маршан                | 7 августа 2004   |
| 522     | 26         | «Акт исчезновения» «Disappearing Act»                             | Эндрю Меррифилд  | Энн Кнапп                   | 21 августа 2004  |
| 523     | 27         | «Дух бойца» «Fighting Spirit»                                     | Пол Гриндер      | Джеки Маршан                | 28 августа 2004  |
| 524     | 28         | «Пассия Коннора» «The Passion of Conner»                          | Пол Гриндер      | Энн Кнапп                   | 5 сентября 2004  |
| 525     | 29         | «Это ли не извержение?» «Isn't It Lava-ly»                        | Пол Гриндер      | Брюс Калиш                  | 18 сентября 2004 |
| 526     | 30         | «Странные Связи» «Strange Relations»                              | Чарли Хэскелл    | Джеки Маршан                | 25 сентября 2004 |
| 527     | 31         | «Громовой шторм: Часть 1» «Thunder Storm, Part I»                 | Чарли Хэскелл    | Дуглас Слоун                | 2 октября 2004   |
| 528     | 32         | «Громовой шторм: Часть 2» «Thunder Storm, Part II»                | Чарли Хэскелл    | Дуглас Слоун                | 9 октября 2004   |
| 529     | 33         | «В твоих грезах» «In Your Dreams»                                 | Бритта Джонстоун | Джеки Маршан                | 16 октября 2004  |
| 530     | 34         | «Погружение в опасность» «Drawn into Danger»                      | Бритта Джонстоун | Джеки Маршан                | 23 октября 2004  |
| 531     | 35         | «Карточный домик» «House of Cards»                                | Бритта Джонстоун | Дуглас Слоун                | 30 октября 2004  |
| 532     | 36         | «Тест на доверие» «A Test of Trust»                               | Бритта Джонстоун | Энн Кнапп                   | 6 ноября 2004    |
| 533     | 37         | «Громовой удар: Часть 1» «Thunder Struck, Part I»                 | Эндрю Меррифилд  | Дуглас Слоун                | 13 ноября 2004   |
| 534     | 38         | «Громовой удар: Часть 2» «Thunder Struck, Part II»                | Эндрю Меррифилд  | Энн Кнапп                   | 20 ноября 2004   |